# Zsolt Erőss

Zsolt Erőss

Zsolt Erőss (n. 7 martie 1968, Miercurea Ciuc, România – d. 21 mai 2013, Kangchenjunga, Sikkim, India) a fost un sportiv extrem român, ghid montan, alpinist de mare altitudine. Originar din Miercurea Ciuc, de etnie maghiară, Zsolt Erőss este cel mai performant alpinist român până la această dată (aprilie 2020), urcând zece (dintre care ultimele două, Lhotse și Kangchenjunga, având proteză) din cele paisprezece vârfuri himalayene de peste opt mii de metri, cunoscute ca optmiari.
În onoarea sa, sala polivalentă din municipiul Miercurea Ciuc, orașul său natal, îi poartă numele.

## Vârfuri cucerite
Printre performanțele sale remarcabile se numără ascensiune a 10 din cele 14 vârfuri de peste 8.000 de metri altitudine ale munților Himalaya și Karakorum.
Este primul maghiar care a urcat pe vârful Everest.
În 2010, în urma unui accident datorat unei avalanșe în munții Tatra, și-a pierdut piciorul drept prin amputare, fiind nevoit să poarte proteză.  În ciuda acestui puternic impediment, nu a abandonat viața sportivă,  astfel că în toamna aceluiași an cucerește vârful Cho Oyu (8.188 m).
În primăvara lui 2013, în timpul unei ascensiuni pe Kangchenjunga, a fost dat dispărut și ulterior declarat mort.

## Lista performanțelor
- 1999 - Nanga Parbat - 8.126 m
- 2002 - Everest - 8.848 m
- 2003 - Gasherbrum II - 8.035 m
- 2006 - Dhaulagiri - 8.167 m
- 2007 - Hidden Peak - 8.068 m
- 2007 - Broad Peak - 8.047 m
- 2008 - Makalu - 8.481 m
- 2009 - Manaslu - 8.156 m
- 2011 - Lhotse - 8.516 m (având proteză)
- 2013 - Kangchenjunga - 8.586 m (având proteză).